# Kika van Es
Pour les articles homonymes, voir Van Es.
Kika van Es, née le 11 octobre 1991 à Boxmeer aux Pays-Bas, est une footballeuse internationale néerlandaise évoluant au poste de défenseur au PSV Eindhoven.

## Carrière

### En club
Elle commence sa carrière à l'Olympia '18 avant de rejoindre en 2008, Willem II en Eredivisie où elle joue pendant deux saisons. En 2010, elle signe avec le club nouvellement créée d'Eredivisie, le VVV Venlo, quand celui-ci est dissout en 2012, toutes ses joueuses sont alors transférées dans un autre club nouvellement créée, le PSV/FC Eindhoven, pour jouer dans la BeNe Ligue.
En 2016, elle signe avec l'Achilles '29. Après une saison avec le club, elle rejoint le FC Twente le 16 juin 2017. Un an plus tard , elle signe un contrat d'un an avec l'Ajax Amsterdam.
Le 1er juillet 2019, elle rejoint Everton.

### En sélection nationale

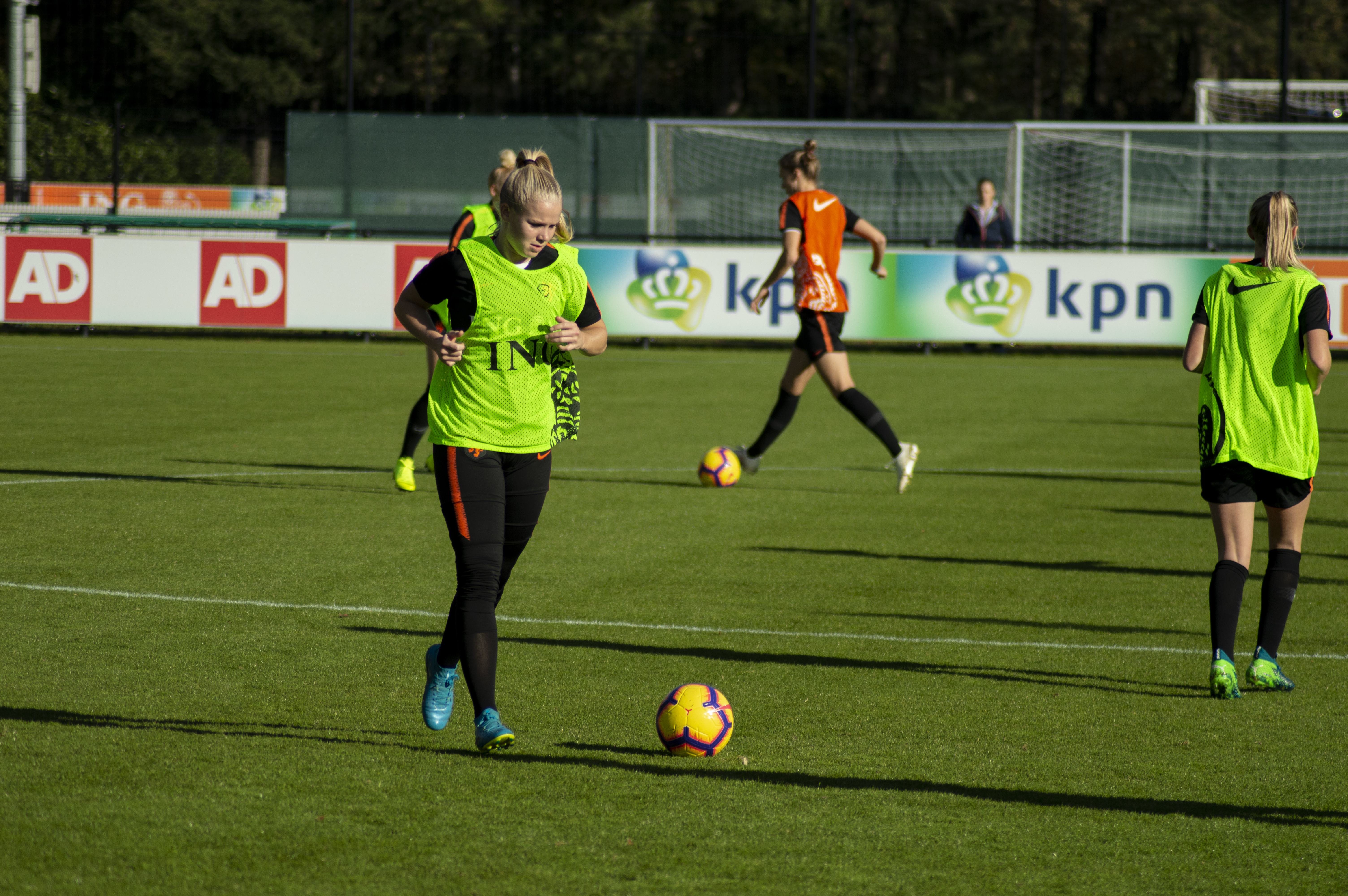
Van Es à l'entraînement avec les Pays-Bas en 2018.

Elle honore sa première sélection en équipe nationale des Pays-Bas le 21 novembre 2009 contre la Biélorussie. En juin 2013, Van Es fait partie des trois dernières joueuses non-retenues par Roger Reijners, le sélectionneur de l'équipe néerlandaise, pour l'Euro 2013 en Suède.
En 2017, Van Es est appelée pour faire partie de la sélection néerlandaise qui va participer à l'Euro 2017 à domicile. Elle est titulaire lors des six matchs de la compétition et aide son équipe à remporter le tournoi.

## Palmarès

### En sélection nationale
- Équipe des Pays-Bas
  - Vainqueur du Championnat d'Europe : 2017
  - Vainqueur de l'Algarve Cup : 2018